# 1. Fussballclub Heidenheim 1846 2012-2013
Questa voce raccoglie le informazioni riguardanti il 1. Fussballclub Heidenheim 1846 nelle competizioni ufficiali della stagione 2012-2013.

## Stagione
Nella stagione 2012-2013 l'Heidenheim, allenato da Frank Schmidt, concluse il campionato di 3. Liga al 5º posto. In Coppa di Germania l'Heidenheim fu eliminato al primo turno dal Bochum.

## Rosa
| N. |                     | Ruolo | Calciatore         |
| -- | ------------------- | ----- | ------------------ |
| 1  | Germania (bandiera) | P     | Erol Sabanov       |
| 2  | Germania (bandiera) | D     | Ingo Feistle       |
| 4  | Germania (bandiera) | D     | Dennis Malura      |
| 5  | Germania (bandiera) | D     | Mathias Wittek     |
| 6  | Germania (bandiera) | D     | Kevin Kraus        |
| 6  | Germania (bandiera) | C     | David Schittenhelm |
| 7  | Germania (bandiera) | C     | Marc Schnatterer   |
| 8  | Germania (bandiera) | C     | Sandro Sirigu      |
| 10 | Germania (bandiera) | A     | Andreas Spann      |
| 11 | Germania (bandiera) | A     | Patrick Mayer      |
| 12 | Germania (bandiera) | C     | Michael Deutsche   |
| 13 | Germania (bandiera) | C     | Christian Sauter   |
| 14 | Italia (bandiera)   | D     | Maurizio Scioscia  |
| 15 | Germania (bandiera) | D     | Florian Krebs      |
| 16 | Germania (bandiera) | D     | Tim Göhlert        |

| N. |                     | Ruolo | Calciatore            |
| -- | ------------------- | ----- | --------------------- |
| 18 | Germania (bandiera) | A     | Bastian Heidenfelder  |
| 20 | Germania (bandiera) | C     | Alper Bagceci         |
| 21 | Germania (bandiera) | C     | Gerrit Müller         |
| 22 | Germania (bandiera) | D     | Marc Endres           |
| 23 | Germania (bandiera) | P     | Denis Baum            |
| 24 | Germania (bandiera) | D     | Florian Tausendpfund  |
| 25 | Germania (bandiera) | P     | Felix-Adrian Körber   |
| 26 | Germania (bandiera) | C     | Marcel Titsch-Rivero  |
| 27 | Germania (bandiera) | A     | Michael Thurk         |
| 28 | Germania (bandiera) | P     | Philipp Pless         |
| 29 | Germania (bandiera) | D     | Robert Strauß         |
| 30 | Germania (bandiera) | A     | Nico Frommer          |
| 31 | Germania (bandiera) | A     | Florian Niederlechner |
| 33 | Germania (bandiera) | A     | Marco Sailer          |
| 34 | Germania (bandiera) | P     | Rouven Sattelmaier    |

## Organigramma societario
Area tecnica
- Allenatore: Frank Schmidt
- Allenatore in seconda: Alexander Raaf
- Preparatore dei portieri: Bernd Weng
- Preparatori atletici:

## Calciomercato

### Sessione estiva
| Acquisti | Acquisti             | Acquisti              | Acquisti |
| R.       | Nome                 | da                    | Modalità |
| -------- | -------------------- | --------------------- | -------- |
| C        | Michael Deutsche     | Heidenheim II         |          |
| D        | Marc Endres          | Friburgo II           |          |
| A        | Nicolai Groß         | Hoffenheim II         |          |
| C        | Sandro Kaiser        | Monaco 1860           |          |
| P        | Felix-Adrian Körber  | Heidenheim II         |          |
| D        | Maurizio Scioscia    | Heidenheim II         |          |
| C        | Marcel Titsch-Rivero | Eintracht Francoforte |          |

| Cessioni | Cessioni         | Cessioni                     | Cessioni |
| R.       | Nome             | a                            | Modalità |
| -------- | ---------------- | ---------------------------- | -------- |
| A        | Shqipon Bektashi | Wormatia Worms               |          |
| C        | Christian Essig  | Babelsberg                   |          |
| A        | Adam Jabiri      | Wormatia Worms               |          |
| A        | Kevin Lehanka    | Sportfreunde Schwäbisch Hall |          |
| A        | Tobias Rühle     | Kickers Stoccarda            |          |

### Sessione invernale
| Acquisti | Acquisti              | Acquisti       | Acquisti |
| R.       | Nome                  | da             | Modalità |
| -------- | --------------------- | -------------- | -------- |
| A        | Florian Niederlechner | Unterhaching   |          |
| D        | Kevin Kraus           | Greuther Fürth |          |

| Cessioni | Cessioni      | Cessioni          | Cessioni |
| R.       | Nome          | a                 | Modalità |
| -------- | ------------- | ----------------- | -------- |
| C        | Richard Weil  | Magonza II        |          |
| A        | Nicolai Groß  | Kickers Stoccarda |          |
| P        | Frank Lehmann | Heidenheim II     |          |

## Risultati

### 3. Liga

#### Girone di andata
| Arbitro: | Stieler |

|                            |           |                     |
| Schnatterer 80’ Malura 90’ | Marcatori | 13’, 25’ Çalhanoğlu |

| Arbitro: | Cortus |

|  |           |                                                        |
|  | Marcatori | 6’ Schnatterer 21’ Titsch-Rivero 35’, 74’ (rig.) Thurk |

| Arbitro: | Winkmann |

|                         |           |              |
| Frommer 10’ Göhlert 68’ | Marcatori | 49’ Grüttner |

| Arbitro: | Alt |

|                                             |           |          |
| Yılmaz 11’ Bigalke 50’ Thee 72’ Schwabl 88’ | Marcatori | 80’ Groß |

| Arbitro: | Gerach |

|                           |           |           |
| Schnatterer 20’ Mayer 26’ | Marcatori | 42’ Kragl |

| Arbitro: | Stein |

|              |           |            |
| Bischoff 51’ | Marcatori | 10’ Sailer |

| Arbitro: | Schmickartz |

|                                 |           |                      |
| Schnatterer 19’, 24’ Wittek 45’ | Marcatori | 23’ Fink 43’ Pfeffer |

| Arbitro: | Dittrich |

|  |           |                                  |
|  | Marcatori | 53’ Schnatterer 64’ Heidenfelder |

| Arbitro: | Steinhaus-Webb |

|           |           |                          |
| Thurk 49’ | Marcatori | 18’ Weilandt 63’ Smetana |

| Arbitro: | Siewer |

|             |           |                        |
| Mintzel 90’ | Marcatori | 56’ (rig.) Schnatterer |

| Arbitro: | Bandurski |

|                                            |           |           |
| Aupperle 37’ Luz 38’ Kulabas 74’ Thiel 89’ | Marcatori | 76’ Thurk |

| Arbitro: | Dietz |

|                                        |           |              |
| Heidenfelder 76’ Göhlert 77’ Thurk 87’ | Marcatori | 67’ Hartmann |

| Arbitro: | Schmickartz |

|  |           |                        |
|  | Marcatori | 30’ Sauter 57’ Göhlert |

| Arbitro: | Dankert |

|            |           |                                                |
| Malura 79’ | Marcatori | 17’ Beermann 81’ (rig.) Staffeldt 90’ Grimaldi |

| Arbitro: | Aytekin |

|            |           |  |
| Salger 31’ | Marcatori |  |

| Arbitro: | Willenborg |

|             |           |              |
| Göhlert 70’ | Marcatori | 43’ Leipertz |

| Arbitro: | Heft |

|                        |           |            |
| Bajner 59’ Hofmann 73’ | Marcatori | 33’ Sirigu |

| Arbitro: | Storks |

|                                     |           |  |
| Thurk 5’ Endres 19’ Schnatterer 75’ | Marcatori |  |

| Arbitro: | Göpferich |

|  |           |         |
|  | Marcatori | 6’ Weil |

#### Girone di ritorno
| Arbitro: | Rohde |

|                                                                           |           |                                          |
| van der Biezen 22’, 48’ Mauersberger 59’ Çalhanoğlu 70’ (rig.) Alibaz 78’ | Marcatori | 10’ Titsch-Rivero 55’ (rig.) Schnatterer |

| Arbitro: | Beitinger |

|                                  |           |                            |
| Schnatterer 39’ (rig.) Thurk 77’ | Marcatori | 9’ (rig.) Pfingsten-Reddig |

| Arbitro: | Siebert |

|  |           |                     |
|  | Marcatori | 11’ Thurk 87’ Mayer |

| Arbitro: | Bandurski |

|                             |           |             |
| Göhlert 18’ Schnatterer 31’ | Marcatori | 76’ Haberer |

| Arbitro: | Sönder |

|                      |           |                                                   |
| Kreuels 14’ Mihm 60’ | Marcatori | 13’ Malura 35’ Strauß 89’ Bagceci 90’ Schnatterer |

| Arbitro: | Brych |

|                                          |           |           |
| Niederlechner 12’ Strauß 29’ Bagceci 90’ | Marcatori | 66’ Grote |

| Arbitro: | Aarnink |

|                     |           |                 |
| Fink 45’ Hörnig 90’ | Marcatori | 86’ Schnatterer |

| Arbitro: | Cortus |

|                                      |           |  |
| Kraus 6’ Titsch-Rivero 72’ Krebs 85’ | Marcatori |  |

| Arbitro: | Dittrich |

|  |           |                           |
|  | Marcatori | 38’ (aut.) Haas 80’ Thurk |

| Arbitro: | Gerach |

|                             |           |                      |
| Göhlert 82’ Schnatterer 90’ | Marcatori | 10’ Janjić 72’ Zięba |

| Arbitro: | Siewer |

|                      |           |              |
| Malura 22’ Kraus 55’ | Marcatori | 42’ Mokhtari |

| Halle 16 aprile 2013, ore 19:00 CEST 31ª giornata | Hallescher | 0 – 0 referto | Heidenheim | Erdgas Sportpark (6 081 spett.)\| Arbitro: \| Christ \| |
| Arbitro:                                          | Christ     |               |            |                                                         |

| Arbitro: | Stein |

|            |           |  |
| Wittek 87’ | Marcatori |  |

| Arbitro: | Sippel |

|                          |           |                                  |
| Zoller 17’ Staffeldt 67’ | Marcatori | 42’ (rig.) Schnatterer 90’ Kraus |

| Arbitro: | Brand |

|                                         |           |  |
| Niederlechner 35’, 47’ Krebs 63’ (rig.) | Marcatori |  |

| Arbitro: | Göpferich |

|            |           |                                    |
| Heller 84’ | Marcatori | 51’ Bagceci 73’ (rig.) Schnatterer |

| Arbitro: | Sönder |

|                |           |                         |
| Kraus 45’, 87’ | Marcatori | 24’ Bakalorz 76’ Treude |

| Arbitro: | Thomsen |

|            |           |                        |
| Kohler 32’ | Marcatori | 28’, 38’ Niederlechner |

| Heidenheim an der Brenz 18 maggio 2013, ore 13:30 CEST 38ª giornata | Heidenheim | 0 – 0 referto | Kickers Offenbach | Voith-Arena (10 000 spett.)\| Arbitro: \| Dingert \| |
| Arbitro:                                                            | Dingert    |               |                   |                                                      |

### Coppa di Germania
| Arbitro: | Christ |

|  |           |               |
|  | Marcatori | 6’, 41’ Dedič |

## Statistiche

### Statistiche di squadra
| Competizione      | Punti | In casa | In casa | In casa | In casa | In casa | In casa | In trasferta | In trasferta | In trasferta | In trasferta | In trasferta | In trasferta | Totale | Totale | Totale | Totale | Totale | Totale | DR  |
| Competizione      | Punti | G       | V       | N       | P       | Gf      | Gs      | G            | V            | N            | P            | Gf           | Gs           | G      | V      | N      | P      | Gf     | Gs     | DR  |
| ----------------- | ----- | ------- | ------- | ------- | ------- | ------- | ------- | ------------ | ------------ | ------------ | ------------ | ------------ | ------------ | ------ | ------ | ------ | ------ | ------ | ------ | --- |
| 3. Liga           | 72    | 19      | 12      | 5       | 2       | 38      | 21      | 19           | 9            | 4            | 6            | 31           | 26           | 38     | 21     | 9      | 8      | 69     | 47     | +22 |
| Coppa di Germania | -     | 1       | 0       | 0       | 1       | 0       | 2       | 0            | 0            | 0            | 0            | 0            | 0            | 1      | 0      | 0      | 1      | 0      | 2      | -2  |
| Totale            | 72    | 20      | 12      | 5       | 3       | 38      | 23      | 19           | 9            | 4            | 6            | 31           | 26           | 39     | 21     | 9      | 9      | 69     | 49     | +20 |

### Andamento in campionato
| Giornata  | 1 | 2 | 3 | 4 | 5 | 6 | 7 | 8 | 9 | 10 | 11 | 12 | 13 | 14 | 15 | 16 | 17 | 18 | 19 | 20 | 21 | 22 | 23 | 24 | 25 | 26 | 27 | 28 | 29 | 30 | 31 | 32 | 33 | 34 | 35 | 36 | 37 | 38 |
| --------- | - | - | - | - | - | - | - | - | - | -- | -- | -- | -- | -- | -- | -- | -- | -- | -- | -- | -- | -- | -- | -- | -- | -- | -- | -- | -- | -- | -- | -- | -- | -- | -- | -- | -- | -- |
| Luogo     | C | T | C | T | C | T | C | T | C | T  | T  | C  | T  | C  | T  | C  | T  | C  | T  | T  | C  | T  | C  | T  | C  | T  | C  | T  | C  | C  | T  | C  | T  | C  | T  | C  | T  | C  |
| Risultato | N | V | V | P | V | N | V | V | P | N  | P  | V  | V  | P  | P  | N  | P  | V  | V  | P  | V  | V  | V  | V  | V  | P  | V  | V  | N  | V  | N  | V  | N  | V  | V  | N  | V  | N  |
| Posizione | 8 | 3 | 2 | 7 | 5 | 6 | 4 | 1 | 4 | 5  | 5  | 5  | 4  | 6  | 7  | 7  | 8  | 7  | 6  | 6  | 6  | 6  | 5  | 5  | 5  | 5  | 5  | 5  | 5  | 5  | 5  | 5  | 5  | 5  | 5  | 5  | 3  | 5  |

Legenda:

Luogo: C = Casa; T = Trasferta. Risultato: V = Vittoria; N = Pareggio; P = Sconfitta.

### Statistiche dei giocatori
| Giocatore        | 3. Liga  | 3. Liga | 3. Liga     | 3. Liga    | Coppa di Germania | Coppa di Germania | Coppa di Germania | Coppa di Germania | Totale   | Totale | Totale      | Totale     |
| Giocatore        | Presenze | Reti    | Ammonizioni | Espulsioni | Presenze          | Reti              | Ammonizioni       | Espulsioni        | Presenze | Reti   | Ammonizioni | Espulsioni |
| ---------------- | -------- | ------- | ----------- | ---------- | ----------------- | ----------------- | ----------------- | ----------------- | -------- | ------ | ----------- | ---------- |
| A. Bagceci       | 28       | 3       | 7           | 0          | 1                 | 0                 | 0                 | 0                 | 29       | 3      | 7           | 0          |
| D. Baum          | 0        | 0       | 0           | 0          | 0                 | 0                 | 0                 | 0                 | 0        | 0      | 0           | 0          |
| M. Deutsche      | 14       | 0       | 3           | 0          | 0                 | 0                 | 0                 | 0                 | 14       | 0      | 3           | 0          |
| M. Endres        | 10       | 1       | 2           | 0          | 0                 | 0                 | 0                 | 0                 | 10       | 1      | 2           | 0          |
| I. Feistle       | 34       | 0       | 4           | 0          | 1                 | 0                 | 0                 | 0                 | 35       | 0      | 4           | 0          |
| N. Frommer       | 4        | 1       | 1           | 0          | 0                 | 0                 | 0                 | 0                 | 4        | 1      | 1           | 0          |
| N. Groß          | 6        | 1       | 0           | 0          | 0                 | 0                 | 0                 | 0                 | 6        | 1      | 0           | 0          |
| T. Göhlert       | 36       | 6       | 4           | 1          | 1                 | 0                 | 0                 | 0                 | 37       | 6      | 4           | 1          |
| B. Heidenfelder  | 19       | 2       | 1           | 0          | 0                 | 0                 | 0                 | 0                 | 19       | 2      | 1           | 0          |
| K. Kraus         | 17       | 5       | 3           | 0          | 0                 | 0                 | 0                 | 0                 | 17       | 5      | 3           | 0          |
| F. Krebs         | 23       | 2       | 4           | 0          | 1                 | 0                 | 0                 | 0                 | 24       | 2      | 4           | 0          |
| F. Körber        | 0        | 0       | 0           | 0          | 0                 | 0                 | 0                 | 0                 | 0        | 0      | 0           | 0          |
| F. Lehmann       | 11       | 0       | 1           | 0          | 1                 | 0                 | 0                 | 0                 | 12       | 0      | 1           | 0          |
| D. Malura        | 36       | 4       | 4           | 0          | 1                 | 0                 | 0                 | 0                 | 37       | 4      | 4           | 0          |
| P. Mayer         | 9        | 2       | 0           | 0          | 0                 | 0                 | 0                 | 0                 | 9        | 2      | 0           | 0          |
| G. Müller        | 14       | 0       | 1           | 0          | 0                 | 0                 | 0                 | 0                 | 14       | 0      | 1           | 0          |
| F. Niederlechner | 15       | 5       | 2           | 0          | 0                 | 0                 | 0                 | 0                 | 15       | 5      | 2           | 0          |
| P. Pless         | 0        | 0       | 0           | 0          | 0                 | 0                 | 0                 | 0                 | 0        | 0      | 0           | 0          |
| E. Sabanov       | 25       | 0       | 1           | 0          | 0                 | 0                 | 0                 | 0                 | 25       | 0      | 1           | 0          |
| M. Sailer        | 22       | 1       | 1           | 0          | 1                 | 0                 | 0                 | 0                 | 23       | 1      | 1           | 0          |
| R. Sattelmaier   | 2        | 0       | 0           | 0          | 0                 | 0                 | 0                 | 0                 | 2        | 0      | 0           | 0          |
| C. Sauter        | 9        | 1       | 1           | 0          | 1                 | 0                 | 0                 | 0                 | 10       | 1      | 1           | 0          |
| D. Schittenhelm  | 4        | 0       | 2           | 0          | 0                 | 0                 | 0                 | 0                 | 4        | 0      | 2           | 0          |
| M. Schnatterer   | 37       | 16      | 7           | 0          | 1                 | 0                 | 0                 | 0                 | 38       | 16     | 7           | 0          |
| M. Scioscia      | 2        | 0       | 0           | 0          | 0                 | 0                 | 0                 | 0                 | 2        | 0      | 0           | 0          |
| S. Sirigu        | 19       | 1       | 1           | 0          | 1                 | 0                 | 0                 | 0                 | 20       | 1      | 1           | 0          |
| A. Spann         | 0        | 0       | 0           | 0          | 0                 | 0                 | 0                 | 0                 | 0        | 0      | 0           | 0          |
| R. Strauß        | 36       | 2       | 4           | 0          | 1                 | 0                 | 0                 | 0                 | 37       | 2      | 4           | 0          |
| F. Tausendpfund  | 7        | 0       | 2           | 0          | 1                 | 0                 | 1                 | 0                 | 8        | 0      | 3           | 0          |
| M. Thurk         | 32       | 9       | 4           | 0          | 1                 | 0                 | 0                 | 0                 | 33       | 9      | 4           | 0          |
| M. Titsch-Rivero | 28       | 3       | 7           | 0          | 0                 | 0                 | 0                 | 0                 | 28       | 3      | 7           | 0          |
| R. Weil          | 4        | 1       | 0           | 0          | 0                 | 0                 | 0                 | 0                 | 4        | 1      | 0           | 0          |
| M. Wittek        | 29       | 2       | 8           | 0          | 1                 | 0                 | 0                 | 0                 | 30       | 2      | 8           | 0          |